# William Heerlein Lindley

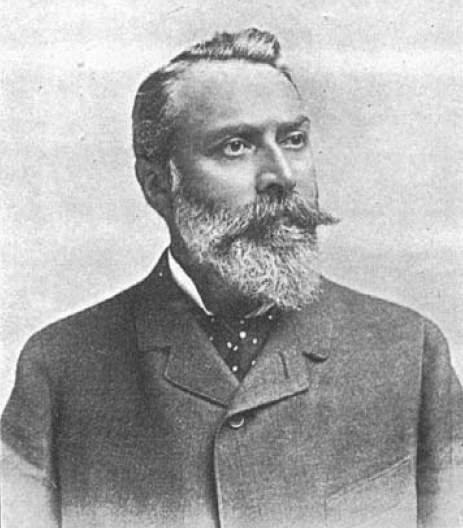
William H. Lindley

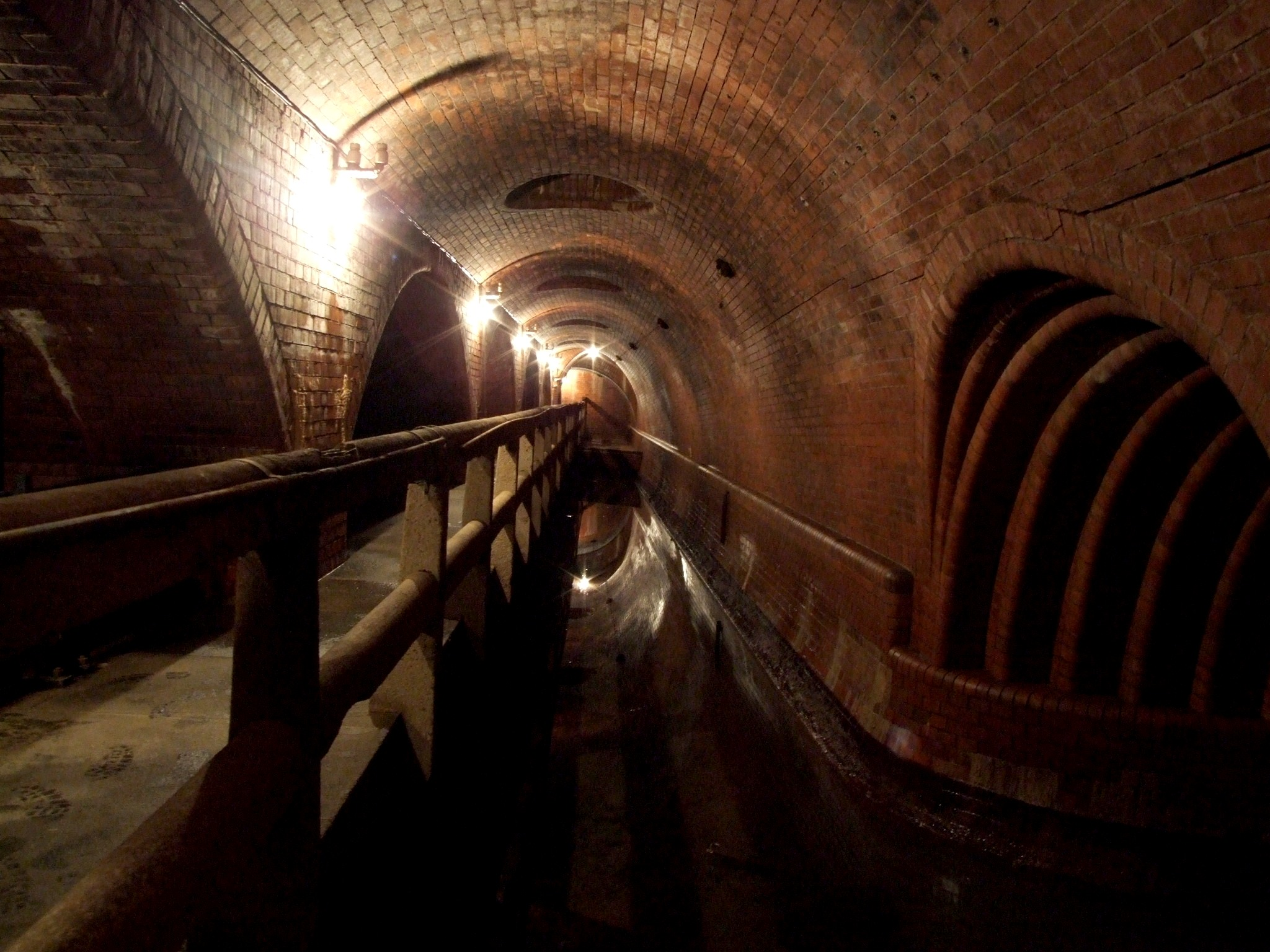
Kanalisation in Prag

Sir William Heerlein Lindley (* 30. Januar 1853 in Hamburg; † 30. Dezember 1917 in London) war ein britischer Ingenieur, der vor 1900 teilweise gemeinsam mit seinem Vater William Lindley, aber auch selbständig Wasserversorgungs- und Kanalisationssysteme in großen europäischen Städten schuf.
Von 1867 bis 1896 war Lindley in Frankfurt am Main ansässig. Er schuf die Wasser- und Abwasserreinigungssysteme in 36 europäischen Städten, u. a. in Bad Homburg, Hanau, Mannheim, Prag und Baku. In Polen beaufsichtigte er die Errichtung des Warschauer Kanalisationsnetzes; sein Plan für ein Kanalisationsnetz für Łódź aus dem Jahr 1909 wurde erst in den 1920er Jahren ausgeführt.
Lindley setzte sich gemeinsam mit Oskar von Miller 1894 für den Bau eines der ersten elektrischen Kraftwerke in Frankfurt am Main ein. In Mannheim wirkte er mit am Bau des ersten Elektrizitätswerks am Industriehafen. Er beeinflusste damit auch die Entscheidung im sogenannten Stromkrieg zwischen den beiden Systemen Gleichstrom oder Wechselstrom in Deutschland, d. h. die Festlegung auf die noch heute übliche Wechselstromtechnik für die elektrische Energieversorgung.
Die Technische Hochschule Darmstadt verlieh Lindley die Ehrendoktorwürde der Ingenieurwissenschaften (Dr.-Ing. E.h.), die Stadt Baku zeichnete ihn mit ihrer Ehrenbürgerschaft aus. Die britische Krone schlug Lindley 1911 zum Knight Bachelor.